# Cătălin Burlacu
Cătălin Burlacu (Iași, 3 luglio 1977) è un dirigente sportivo, allenatore di pallacanestro ed ex cestista rumeno.
Giocava come ala-centro ed aveva un fisico possente (210 cm per 115 kg).

## Carriera
La carriera cestistica di Burlacu inizia nel campionato rumeno, con la maglia del Politehnica Moldorom Iaşi. Nel corso della stagione 1999-2000 passa al Baschet Club West Petrom Arad, con cui disputa quattro campionati.
Nel 2003 gioca in Germania, con il Brandt Hagen, ma prima della fine della stagione rientra in patria per vestire i colori del Clubul Sportiv Universitar Ploiesti. Nelle ultime tre stagioni disputate in Romania, Burlacu si divide tra Echipa Jucatorilor Romani Romania e Lotul National Seniori Masculin. Dal 2007-08 passa alla Serie A italiana, giocando nell'Air Avellino, squadra con cui vince la Coppa Italia.

## Palmarès

### Squadra
- FIBA Europe Cup: 1

Asesoft Ploieşti: 2004-05
- Coppa di Estonia: 1

Kalev/Cramo: 2007
- Coppa Italia: 1

Scandone Avellino: 2008
- Campionato rumeno: 11

Asesoft Ploiești: 2001, 2002, 2004, 2005, 2006, 2009, 2010, 2012, 2013, 2013-14, 2014-15
- Coppa di Romania: 2003, 2004, 2006, 2008

### Individuale
- Miglior giocatore del campionato rumeno: 2004, 2005
- Miglior centro del campionato rumeno: 2004, 2005
- Miglior giocatore rumeno del campionato: 2004, 2005
- All-Star Game rumeno: 2005, 2006
- FIBA EuroCup All-Star Game: 2006